# Polyura
Polyura is een geslacht van vlinders uit de onderfamilie Charaxinae en de familie Nymphalidae.
De wetenschappelijke naam werd  gepubliceerd in 1820 door Gustaf Johan Billberg.
De typesoort is Papilio pyrrhus Linnaeus, 1758.

## Soorten
- Polyura aeolus
- Polyura agrarius
- Polyura andrewsi
- Polyura arja
- Polyura athamas
- Polyura athamis
- Polyura buruensis
- Polyura caphontis
- Polyura charata
- Polyura clitarchus
- Polyura cognatus
- Polyura dehanii
- Polyura delphis
- Polyura dolon
- Polyura epigenes
- Polyura eudamippus
- Polyura galaxia
- Polyura gamma
- Polyura gilolensis
- Polyura hamastiformis
- Polyura hebe
- Polyura jalysus
- Polyura jupiter
- Polyura moori
- Polyura mutata
- Polyura narcaeus
- Polyura nepenthes
- Polyura noko
- Polyura posidonius
- Polyura pyrrhus
- Polyura pyrrichia
- Polyura sacco
- Polyura schreiber
- Polyura sempronius
- Polyura walshae